# كريستين أوبراين
كريستين أوبراين (بالإنجليزية: Kristine O'Brien)‏ هي مجدفة أمريكية، ولدت في 3 أكتوبر 1991 في Clane ‏ في جمهورية أيرلندا.

## وصلات خارجية
- كريستين أوبراين على موقع الاتحاد الدولي للتجديف (الإنجليزية)
- كريستين أوبراين على موقع أوليمبيديا (الإنجليزية)